# Shahrestān-e Shīrvān
Shahrestān-e Shīrvān (persiska: شهرستان شيروان, شيروان) är en shahrestan, delprovins, i Iran.   Den ligger i provinsen Nordkhorasan, i den nordöstra delen av landet, 600 km öster om huvudstaden Teheran.
Delprovinsen hade 146 140 invånare 2016.